# Distretto di Ogre
Il distretto di Ogre (in lettone Ogres Rajons) è stato uno dei 26 distretti della Lettonia. In base alla nuova suddivisione amministrativa è stato abolito a partire dal 1º luglio 2009.